# Le Roi du vent (film)
 (décembre 2023).
Pour plus de détails, voir Fiche technique et Distribution.
Le Roi du vent (King of the Wind) est un film britannique réalisé par Peter Duffell, sorti en 1990.

## Fiche technique
- Titre : Le Roi du vent
- Titre original : King of the Wind
- Réalisation : Peter Duffell
- Scénario : Marguerite Henry, Phil Frey et Leslie Sayle
- Musique : John Scott
- Pays d'origine :  Royaume-Uni
- Sociétés de production : Davis-Panzer Productions, Harlech Television (HTV) et Miramax
- Genre : Aventure
- Durée : 103 minutes
- Date de sortie : 25 mai 1990

## Distribution
- Richard Harris : le roi George II
- Glenda Jackson : la reine Caroline
- Frank Finlay : Edward Coke
- Jenny Agutter : Hannah Coke
- Nigel Hawthorne : Achmet
- Navin Chowdhry : Agba
- Anthony Quayle : le seigneur Granville
- Peter Vaughan : le capitaine
- Ian Richardson : Bey de Tunis
- Neil Dickson : le comte de Godolphin
- Barry Foster : M. Williams
- Jill Gascoine : Mme Williams
- Ralph Bates : LeDuc
- Joan Hickson : Duchesse de Marlborough
- Norman Rodway : le capitaine 'Blueskin' Blake
- Melvyn Hayes : Twicker
- Hilton McRae : le cuisinier
- Barry Stanton : le chef Richard
- Dicken Ashworth : le charretier de bois
- Ben Aris : l'écuyer Dunn
- Paul Spurrier : le roi Louis XV
- Richard Ridings : le prisonnier
- Terence Conoley : le cardinal
- Paul Sarony : l'ambassadeur de France
- Suzy Cooper : Lady Granville
- Jeremy Hodge : le chef de gang d'adolescents
- Courtney Roper-Knight : Rusty Williams
- John Forgeham (en) : le forgeron